# Verleugnung des Petrus

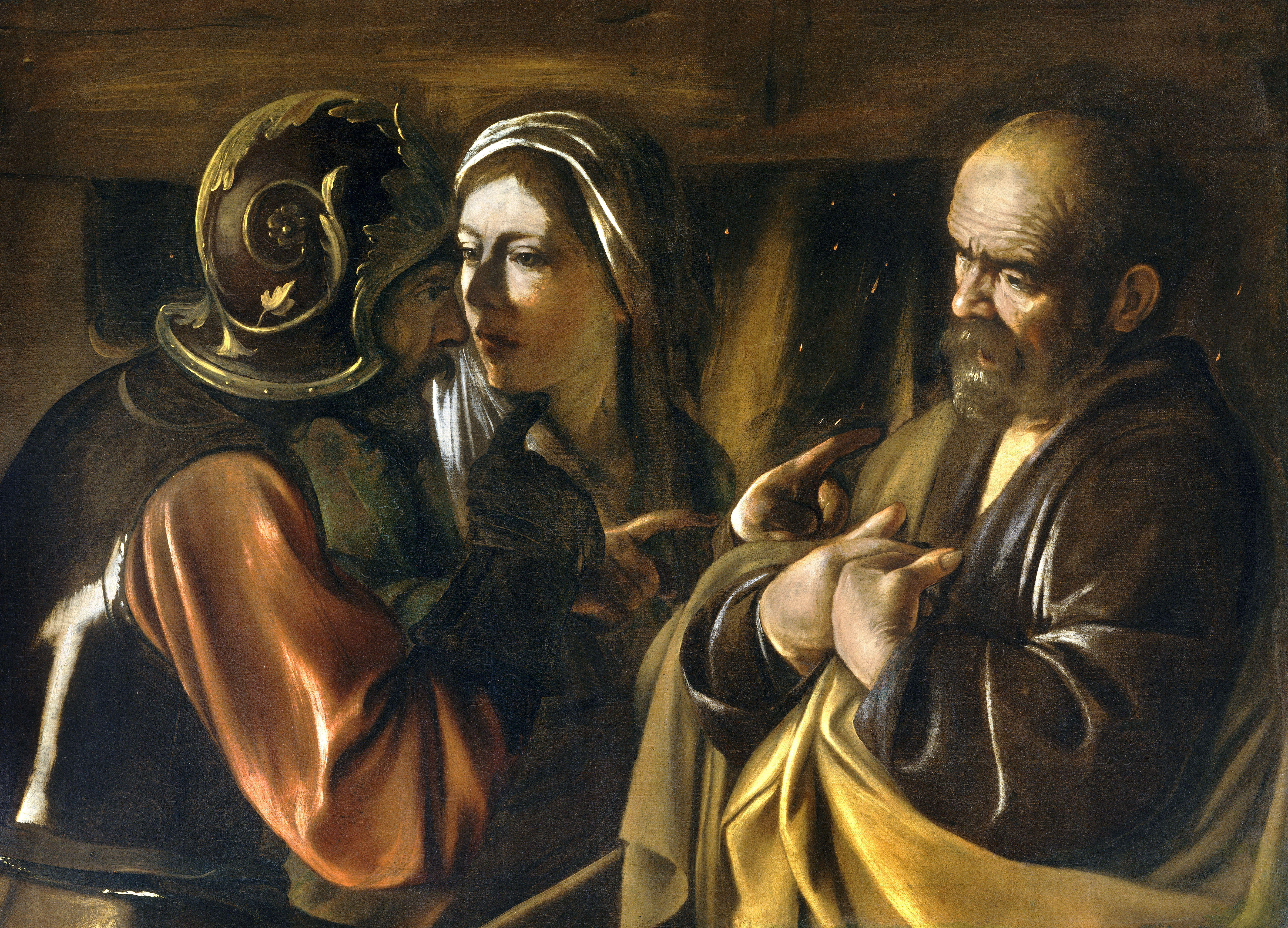
Caravaggio, Verleugnung des Petrus

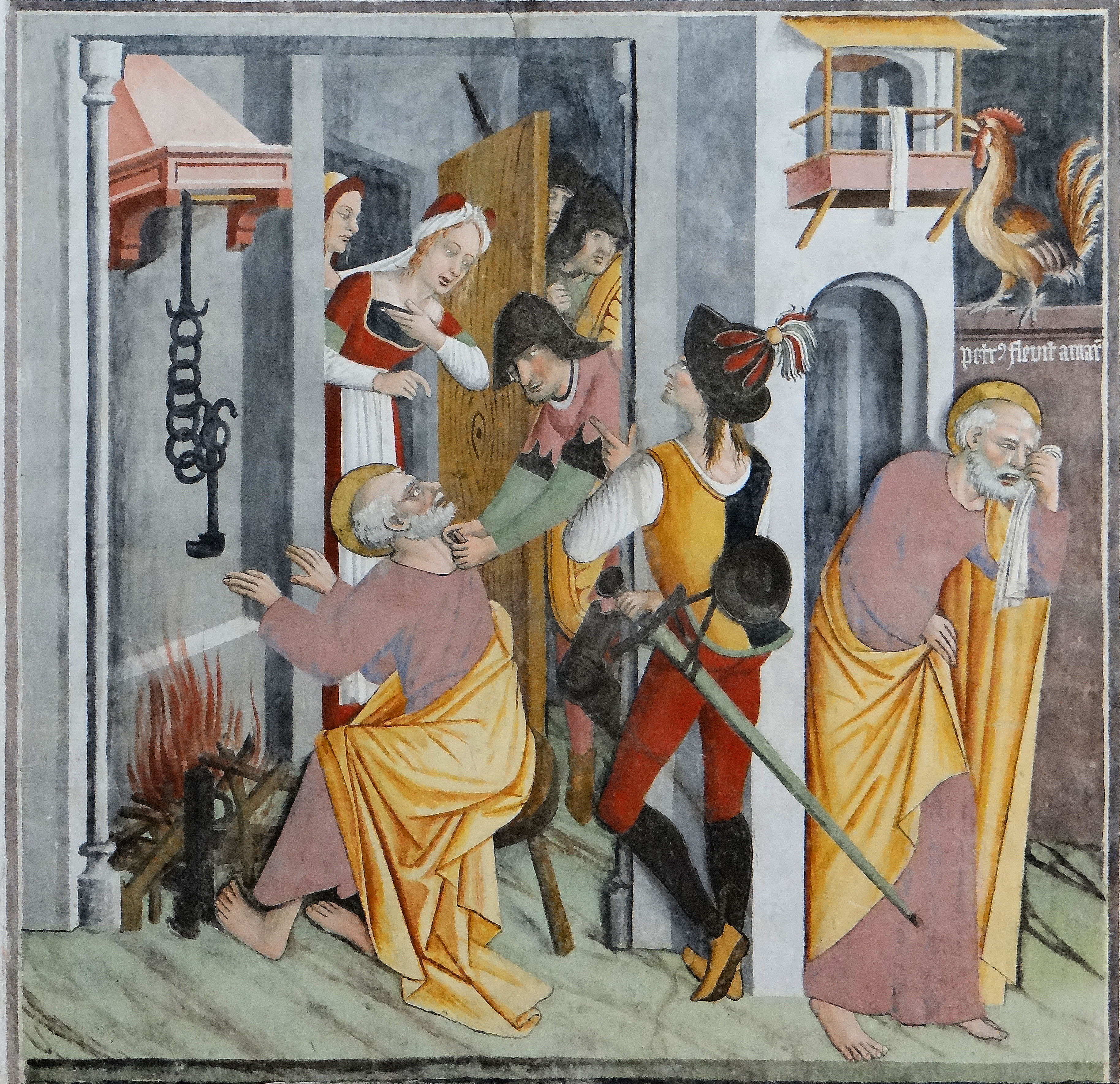
Dritte Verleugnung Petri mit Hahnenschrei, Fresko in der Wallfahrtskapelle Notre-Dame-des-Fontaines in La Brigue

Die Verleugnung des Petrus bezeichnet die in allen vier kanonischen Evangelien des Neuen Testaments berichtete dreimalige Verleugnung von Jesus durch den Apostel Petrus. Dieses Thema wurde später u. a. in frühen Oratorien und in der Bildenden Kunst aufgegriffen, so etwa von dem italienischen Maler Caravaggio in seinem 1610 fertiggestellten Ölgemälde Negazione di San Pietro.

## Biblische Darstellungen
In der Passionsgeschichte berichten die Evangelien, dass Jesus, als dessen Verhaftung bevorstand, während des letzten Abendmahls bzw. auf dem Weg zum Ölberg voraussagte, sein vertrauter Jünger Petrus werde ihn noch in derselben Nacht, ehe der Hahn krähe, dreimal verleugnen. Petrus bestritt dies und versicherte vielmehr, seinem Herrn auf dessen Leidensweg die Treue zu bewahren und nötigenfalls sogar für ihn sterben zu wollen (Mk 14,27–31 ; Mt 26,31–35 ; Lk 22,31–34 ; Joh 13,36–38 ). Lukas führt in zwei der Verleugnungsankündigung vorgeschalteten Versen aus, Jesus habe zuerst Petrus erklärt, dass alle Jünger durch Satan gefährdet seien, er aber gebetet habe, dass Petrus’ Glaube nicht aufhöre; und wenn Petrus sich dann wieder bekehrt habe, solle er seine Brüder stärken (Lk 22,31f.).
Um Jesu Gefangennahme zu verhindern, soll Petrus laut Joh 18,10 zum Schwert gegriffen und Malchus, der ein Diener des Hohepriesters war, ein Ohr abgeschlagen haben. Diese Szene des Ohrabtrennens wird auch bei Mk 14,47 par. berichtet, aber der Name des dafür verantwortlichen Dreinschlägers nicht angegeben. Jesus missbilligte dieses gewaltsame Vorgehen (Mt 26,52; Lk 22,51; Joh 18,11). Wie alle anderen Jünger floh dann auch Petrus (Mt. 26,56 par.).
Als Jesus weggeführt wurde, folgte ihm Petrus „von fern“ bis in den Hof des Hohepriesters. Nach Joh 18,15f. befand sich Petrus dabei in Gesellschaft eines anderen, mit dem Hohepriester bekannten Jünger, durch dessen Vermittlung er in den Hof des Hannas hineinkam. Er setzte sich zu den Dienern ans Feuer, um sich zu wärmen, wurde aber an seiner Sprache als Galiläer erkannt und von einer Magd bezichtigt, ein Gefolgsmann Jesu zu sein, was Petrus abstritt. So hatte er offenbar seine Glaubenskraft überschätzt und versagte schon bei der ersten Probe, die Treue zu seinem Herrn zu demonstrieren. Diesen verleugnete er in der Folge noch zwei weitere Male. Sofort krähte dann der Hahn und erinnerte hiermit Petrus an Jesu Weissagung. Er weinte daraufhin und brachte dadurch seine tiefe Reue zum Ausdruck (Mk 14,66–72 ; Mt 26,69–75 ; Lk 22,56–62 ; Joh 18,15–18  und Joh 18,25–27 ). Lukas entlastet Petrus insofern etwas gegenüber der Darstellung im Markusevangelium, als er ihn beim Verleugnen keine Schwurformeln verwenden lässt (Lk 22,60 gegen Mk 14,71). Auch erwähnt Lukas als einziger Evangelist, dass Jesus sich nach der dritten Verleugnung durch Petrus zu diesem umgewandt und ihm einen erinnernden Blick zugeworfen habe (Lk 22,61).
Dass die Verleugnung Jesu durch Petrus im Kern ein historisches Ereignis gewesen sei, nehmen u. a. Otto Böcher und Lothar Wehr an. Die von manchen Forschern  vertretene gegenteilige Auffassung, dass die Historizität dieser Episode zu bezweifeln sei, konnte sich nicht durchsetzen.
Dieses Versagen des neben Paulus bedeutendsten Apostels Jesu Christi erregte nach Ansicht von Otto Böcher noch Jahrzehnte später solchen Anstoß im Urchristentum, dass es theologisch verarbeitet werden musste, indem etwa das Johannesevangelium Petrus durch den auferstandenen Jesus dreimal berufen werden lässt, seine Schafe zu weiden (Joh 21,15-17).